# Systasis insularis
Systasis insularis är en stekelart som beskrevs av Alan Parkhurst Dodd och Girault 1915. Systasis insularis ingår i släktet Systasis och familjen puppglanssteklar. Inga underarter finns listade i Catalogue of Life.